# 카즈무나이가스
카즈무나이가스(KazMunayGas, KMG, 카자흐어: QazMunaıGaz)는 카자흐스탄의 국영 석유 및 천연가스 에너지 회사이다.